# Stambol kapija

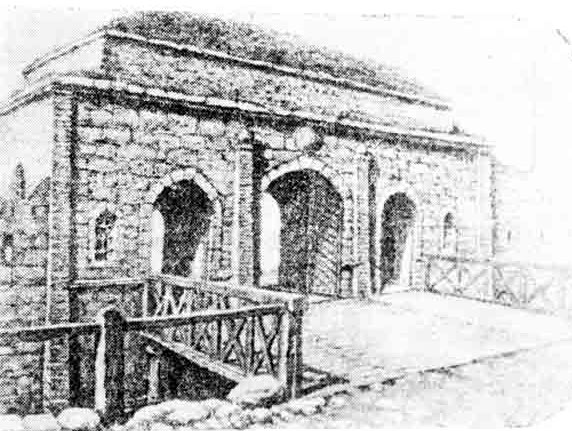
Das ehemalige Stambol-Tor wie es Felix Philipp Kanitz gesehen hat

Stambol kapija (serbisch-kyrillisch Стамбол капија) war eines der vier früheren Stadttore der Gemeinde von Belgrad, die den Zugang in die Stadt ermöglichten.

## Geschichte
Das Tor war das Haupttor von Belgrad auf der Militärstraße nach Istanbul, daher auch die Ableitung des serbischen Namens (Stambol ist die serbische Bezeichnung für Istanbul). Die Gemeinde Belgrad zog sich im 18. und 19. Jahrhundert von der Save zur Donau und war durch einen tiefen Graben und Palisaden geschützt. Vor dem Kalemegdan, der eigentlichen Stadt Belgrad, gelegen umfasste die heutigen Stadtteile Savski Venac, Stari grad und Dorčol.
Das Stamboltor stand am Platz vor dem heutigen Nationaltheater in der Nähe des heutigen Denkmals für Fürst Mihailo Obrenović auf dem jetzigen Trg Republike im Stadtzentrum. Von allen Toren der Belgrader Gemeinde war Stambol kapija das am besten befestigte.
Das Stadttor wurde von den Österreichern während der Besatzung von 1718 bis 1739 errichtet und hieß ursprünglich nach dem österreichischen Stadtpräfekten Karl Alexander Württembergtor. Es stand vor einer einfachen Grünfläche, auf der sich zwei Wege zum Terazije sowie Tašmajdan gabelten. Da beim Stamboltor die verurteilten Aufwiegler gepfählt zur Schau gestellt wurden, war dieses Tor so verhasst, dass es auf Dekret von Fürst Mihajlo hin 1866 abgerissen wurde.
Das Tor besaß drei Durchgänge, von denen der mittlere als größter für Fuhrwerke passierbar war. Als Ernst Gideon von Laudon Belgrad 1789 für die Österreicher einnahm, entfernte er die dort befindliche Tafel des Sultans Mehmed I. und brachte sie nach Wien, wo sie noch heute, neben anderen militärischen Plaketten, sein Grab im Wienerwald ziert.
Während des Ersten Serbischen Aufstands von 1806 starb am Stamboltor Vasa Čarapić, einer der Anführer des Aufstandes. In Erinnerung daran trägt eine der umliegenden Straßen dessen Namen.